# Oscar Ruggeri
Oscar Alfredo Ruggeri (* 26. leden 1962 Rosario, Santa Fe) je bývalý argentinský fotbalista. Hrával na pozici obránce.
S argentinskou fotbalovou reprezentací se stal mistrem světa roku 1986 a získal stříbrnou medaili na mistrovství světa 1990. Hrál i na světovém šampionátu roku 1994. Dvakrát s reprezentací vyhrál mistrovství Jižní Ameriky (Copa América), a to v letech 1991 a 1993. Celkem za národní tým odehrál 97 utkání, v nichž vstřelil 7 branek. S CA River Plate roku 1986 získal Pohár osvoboditelů a následně i Interkontinentální pohár. Roku 1991 byl vyhlášen nejlepším fotbalistou Jiřní Ameriky.